# Far Ultraviolet Spectroscopic Explorer
Far Ultraviolet Spectroscopic Explorer (FUSE) là một kính thiên văn không gian được vận hành bởi Phòng thí nghiệm Vật lý Ứng dụng của Đại học Johns Hopkins. FUSE được phóng lên quỹ đạo bằng một tên lửa Delta II vào ngày 24 tháng 6 năm 1999, như một phần của chương trình Nguồn gốc của NASA. FUSE phát hiện ánh sáng trong phần cực tím xa của phổ điện từ, giữa 90,5-119,5 nanomet, hầu như không thể quan sát được bởi các kính viễn vọng khác. Nhiệm vụ chính của nó là để mô tả phổ đơteri với nỗ lực tìm hiểu về thời gian xử lý sao của đơteri còn lại từ Vụ Nổ Lớn. FUSE nằm trong quỹ đạo Trái đất thấp, khoảng 760 km (410 nmi) ở độ cao, với độ nghiêng 25 độ và chỉ ít hơn 100 phút quỹ đạo. Tên gọi trong chương trình Explorer của nó là Explorer 77.
Vào ngày 12 tháng 7 năm 2007, bánh xe phản ứng của FUSE, thiết bị được dùng để xác định chính xác vị trí một tàu vũ trụ, đã hỏng và nỗ lực khởi động lại nó đã không thành công. Một thông báo được đưa ra vào ngày 6 tháng 9 bởi vì việc kiểm soát độ chính xác cần thiết để thực hiện nhiệm vụ của nó đã bị thất bại, nên nhiệm vụ FUSE bị chấm dứt.

## Thiết kế quang học
Mặc dù đặc điểm kỹ thuật ban đầu là có một kính viễn vọng kiểu Wolter, thiết kế cuối cùng của kính viễn vọng FUSE bao gồm bốn gương riêng biệt. Mỗi trong số bốn gương là một parabola trục ngang 39-by-35 cm (15.4-by-13.8 in). Hai đoạn gương được phủ silic carbide để phản xạ ở bước sóng cực tím ngắn nhất, và hai đoạn gương được phủ bằng lithi fluoride trên nhôm phản xạ tốt hơn ở bước sóng dài hơn. Điều này tối ưu hóa hiệu suất trên toàn bộ dải quang phổ.
Mỗi tấm gương có một thiết bị chống nhiễu xạ và nhiễu xạ được điều chỉnh loạn thị ba chiều tương ứng, mỗi cái trên một bề mặt cong sao cho tạo ra bốn quang phổ vòng tròn Rowland 1,65 m (5,4 ft). Ánh sáng cực tím phân tán được phát hiện bởi hai thiết bị phát hiện dòng trễ tăng cường hai tấm vi mạch, có bề mặt cong để phù hợp với độ cong của mặt phẳng tiêu cự.